# Michel Trollé
 (mai 2017).
Si vous disposez d'ouvrages ou d'articles de référence ou si vous connaissez des sites web de qualité traitant du thème abordé ici, merci de compléter l'article en donnant les références utiles à sa vérifiabilité et en les liant à la section « Notes et références ».
Michel Trollé, né le 23 juin 1959 à Lens (Pas-de-Calais), est un ancien pilote automobile français. 

## Biographie

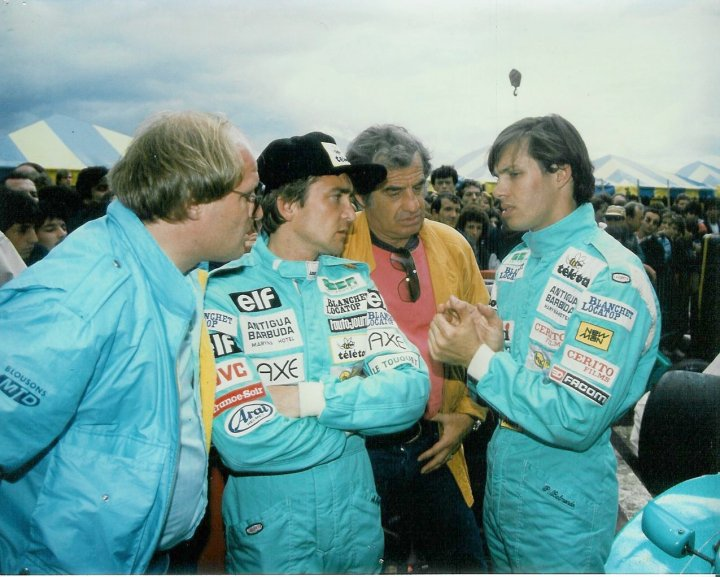
Michel Trollé F3000 (à sa gauche les Belmondo père et fils).

Avant d'accéder à la compétition automobile, le nordiste originaire du Touquet s'est illustré au plus haut niveau mondial dans les compétitions de karting et de Superkart 250 cm3 et a remporté plusieurs titres de champion de France. Auparavant il a été membre de l'équipe de France de tir et a même été classé "tireur d'élite".
Sacré Volant Elf sur le circuit de Magny-Cours en 1983, le nordiste est considéré à l'époque comme un des espoirs de sa génération aux côtés de Yannick Dalmas, Jean Alesi, Olivier Grouillard accédant régulièrement et avec succès à toutes les disciplines de la compétition automobile, de la Formule Renault à la Formule 3000 en passant par la Formule 3, jusqu'à un accident survenu en Formule 3000, discipline tremplin qui menait alors à la Formule 1. 
Sa carrière est stoppée par un accident survenu le 21 août 1988 sur le circuit britannique de Brands Hatch à l'occasion d'une manche du championnat International de Formule 3000. À 2 minutes de la fin des essais chronométrés, le samedi en milieu d'après-midi, alors qu'il possédait la pole position devant Johnny Herbert, sa Lola du Team GDBA Motorsports s'encastre sous un rail à plus de 200 km/h. Il faut près de deux heures aux sauveteurs pour l'extraire avec l'aide de ses mécanos et ingénieur (!) qui lui ont ainsi évité l'amputation sur place, il est alors inconscient et placé sous perfusion. Rapatrié en France 10 jours après l'accident en avion sanitaire et opéré avec succès à de multiples fractures (+ de 45) aux chevilles, aux jambes et aux genoux par le professeur Émile Letournel (qui s'occupa de Didier Pironi, de Patrick Depailler, de Bernard Darniche, de Jacques Lafitte, de Hubert Auriol, de Cyril Neveu, de J.P. Jabouille) et après 4 semaines de coma, 6 mois d'hospitalisation au centre de la Porte de Choisy à Paris, 1 an de chaise roulante et plus de 2 000 heures de rééducation, Michel Trollé retrouve l'usage de ses jambes. Comme il le lui avait promis, son ami Gilles Gaignault, PDG de l'équipe Team GDBA Motorsports, le fait recourir aux 24 Heures du Mans 1990 sur une Courage.
Michel Trollé  a remporté de très nombreuses courses et notamment le Grand Prix de Belgique de Formule 3000 sous la pluie le 16 mai 1987 sur le circuit de Spa-Francorchamps en lever de rideau du Grand Prix de Formule 1 de Belgique au volant de sa Lola du Team GDBA Motorsports de J.P. Driot et de G.Gaignault. Il s'est aussi illustré à 6 reprises aux célèbres 24 Heures du Mans où il a notamment piloté les redoutables Porsche 956 et Porsche 962 associé respectivement à Philippe Alliot (8e en 1986) et Paul Belmondo. Il a aussi conduit des March-Nissan R88C avec Danny Ongais et chez "Courage-Compétition" avec Pascal Fabre et Lionel Robert (7e au Mans en 1990)
Michel Trollé a ensuite, en 1994, participé au Championnat de France Spyder Peugeot et a évolué dans les épreuves V de V obtenant la pole position au volant d'une Norma M.20 à Spa-Francorchamps en 2004. Pour le plaisir il roule aussi dans les épreuves de Fun-cup où il retrouve d'anciens pilotes et amis (A.Ferté-B.Balas-P.Goudchaux-J.N.Lanctuit), comme aux 25 heures de Spa-Franchorchamps.
Après l'arrêt de sa carrière Michel a repris avec grand succès l'organisation du Rallye du Touquet pendant près de 10 ans, épreuve qu'il a mené, avec une équipe d'amis bénévoles dévoués et soudés, au Championnat de France des Rallyes de 1re Division en 1993 (rebaptisé "rallye du "Touquet/Pas-de-Calais") jusqu'au Championnat d'Europe de la spécialité en 1997. Il a aussi été le manager du pilote espoir Franco-Canadien Bruno Spengler en 1999, 2000 et 2001, qui participe au championnat allemand DTM et qui fut titré avec BMW Motorsport en 2012.